# Lappviken
Lappviken (finska: Lapinlahti) är en vik och ett delområde av stadsdelen Västra hamnen i Helsingfors stad samt en del av Kampmalmens distrikt. Lappviken är främst ett parkområde kring ett tidigare mentalsjukhus, Lappvikens sjukhus